# Llista d'ocells de Sri Lanka
Aquesta llista d'ocells de Sri Lanka inclou totes les espècies d'ocells trobats a Sri Lanka: 441, de les quals 24 en són endemismes, 24 es troben globalment amenaçades d'extinció i dues hi foren introduïdes.
Els ocells s'ordenen per famílies i espècies:

## Podicipedidae
- Tachybaptus ruficollis

## Procellariidae
- Daption capense
- Pterodroma baraui
- Bulweria bulwerii
- Bulweria fallax
- Calonectris leucomelas
- Puffinus carneipes
- Puffinus pacificus
- Puffinus griseus
- Puffinus tenuirostris
- Puffinus lherminieri

## Hydrobatidae
- Oceanites oceanicus
- Oceanodroma monorhis

## Phaethontidae
- Phaethon aethereus
- Phaethon lepturus

## Pelecanidae
- Pelecanus philippensis

## Sulidae
- Sula dactylatra
- Sula sula
- Sula leucogaster

## Phalacrocoracidae
- Phalacrocorax carbo
- Phalacrocorax fuscicollis
- Phalacrocorax niger

## Anhingidae
- Anhinga melanogaster

## Fregatidae
- Fregata andrewsi
- Fregata minor
- Fregata ariel

## Ardeidae
- Ardea cinerea
- Ardea goliath
- Ardea purpurea
- Egretta alba modesta
- Egretta intermedia
- Egretta garzetta
- Egretta gularis
- Bubulcus ibis
- Ardeola grayii
- Ardeola bacchus
- Butorides striatus
- Nycticorax nycticorax
- Gorsachius melanolophus
- Ixobrychus sinensis
- Ixobrychus cinnamomeus
- Dupetor flavicollis
- Botaurus stellaris

## Ciconiidae
- Mycteria leucocephala
- Anastomus oscitans
- Ciconia nigra
- Ciconia episcopus
- Ciconia ciconia
- Ephippiorhynchus asiaticus
- Leptoptilos javanicus

## Threskiornithidae
- Threskomis melanocephalus
- Plegadis falcinellus
- Platalea leucorodia

## Phoenicopteridae
- Phoenicopterus ruber

## Anatidae
- Dendrocygna bicolor
- Dendrocygna javanica
- Anser anser
- Tadorna ferruginea
- Sarkidiornis melanotos
- Nettapus coromandelianus
- Anas penelope
- Anas strepera
- Anas crecca
- Anas platyrhynchos
- Anas poecilorhyncha
- Anas acuta
- Anas querquedula
- Anas clypeata
- Marmaronetta angustirostris
- Netta rufina
- Aythya ferina
- Athythya fuligula

## Pandionidae
- Pandion haliaetus

## Accipitridae
- Aviceda jerdoni
- Aviceda leuphotes
- Pernis ptilorhynchus
- Elanus caeruleus
- Milvus migrans
- Haliastur indus
- Haliaeetus leucogaster
- Ichthyophaga ichthyaetus
- Neophron percnopterus
- Spilornis cheela
- Circus macrourus
- Circus melanoleucos
- Circus pygargus
- Circus aeruginosus
- Accipiter trivirgatus
- Accipiter badius
- Accipiter virgatus
- Buteo buteo
- Buteo rufinus
- Ictinaetus malayensis
- Hieraaetus fasciatus
- Hieraaetus pennatus
- Hieraaetus kieneri
- Spizaetus cirrhatus
- Spizaetus nipalensis

## Falconidae
- Falco naumanni
- Falco tinnunculus
- Falco amurensis
- Falco chicquera
- Falco severus
- Falco peregrinus calidus
- Peregiinus peregrinator

## Phasianidae
- Francolinus pictus
- Francolinus pondicerianus
- Coturnix coromandelica
- Coturnix chinensis
- Perdicula asiatica
- Galloperdix bicalcarata
- Gallus lafayettii
- Pavo cristatus

## Turnicidae
- Turnis sylvatica
- Turnis suscitator

## Rallidae
- Rallus striatus
- Rallus aquaticus
- Rallina eurizonoides
- Crex crex
- Porzana pusilla
- Porzana fusca
- Amauromis phoenicurus
- Gallicrex cinerea
- Gallinula chloropus
- Porphyrio porphyrio
- Fulica atra

## Jacanidae
- Hydrophasianus chirurgus

## Rostratulidae
- Rostratula benghalensis

## Dromadidae
- Dromas ardeola

## Haematopodidae
- Haematopus ostralegus

## Recurvirostridae
- Himantopus himantopus
- Recurvirostra avosetta

## Burhinidae
- Burrhinus oedicnemus
- Esacus recurvirostris

## Glareolidae
- Cursorius coromandelicus
- Glareola pratincola
- Glareola maldivarum
- Glareola lactea

## Charadriidae
- Vanellus malebaricus
- Chettusia gregaria
- Vanellus Indicus
- Pluvialis fulva
- Pluvialis squatarola
- Charadrius hiaticula
- Charadrius placidus
- Charadrius dubius
- Charadrius alesandrinus
- Charadrius mongolus
- Charadrius leschenaultii
- Charadrius asiaticus
- Charadrius veredus

## Scolopacidae
- Limosa limosa
- Limosa iapponica
- Numenius phaeopus
- Numenius tenuirostris
- Numenius arquata
- Tringa erythropus
- Tringa totanus
- Tringa stagnatilis
- Tringa nebularia
- Tringa guttifer
- Tringa ochropus
- Tringa glareola
- Xenus cinereus
- Actitis hypoleucos
- Arenaria Interpres
- Phalaropus lobatus
- Scolopax rusticola
- Gallinago nemoricola
- Gallinago stenura
- Gallinago megala
- Gallinago media
- Gallinago gallinago
- Lymnocryptes minimus
- Limnodramus semipalmatus
- Calidris canutus
- Calidris tertuirostris
- Calidris alba
- Calidris ruficollis
- Calidris minuta
- Calidris temminckii
- Calidris subminuta
- Calidris fuscicollis
- Calidris acuminata
- Calidris alpina
- Calidris ferruginea
- Eurynorhynchus pygmeus
- Limicola falcinellus
- Tryngites subruficollis
- Philomachus pugnax

## Stercorariidae
- Catharacta maccormicki
- Catharacta Antarctica
- Stercorarius pomarinus
- Stercorarius parasiticus

## Laridae
- Larus hemprichii
- Larus heuglini
- Larus cachinnans
- Larus ichthyaetus
- Larus brunnicephalus
- Larus ridibundus
- Larus genei

## Sternidae
- Chlidonias hybridus
- Chlidonias leucopterus
- Chlidonias niger
- Gelochelidon nilotica
- Hydroprogne caspia
- Onychoprion anaethetus
- Onychoprion fuscata
- Sterna hirundo
- Sterna dougalli
- Sterna repressa
- Sterna sumatrana
- Sterna bergii
- Sterna bengalensis
- Sterna sandvicensis
- Sternula albifrons
- Sternula saundersi
- Anous stolidus
- Anous tenuirostris
- Anous minutus

## Columbidae
- Columba livia
- Columba torringtoni
- Columba punicea
- Streptopelia orientalis
- Streptopelia decaocto
- Streptopelia tranquebarica
- Streptopelia chinensis
- Chalcophaps indica
- Treron bicincta
- Treron pompadora
- Treron phoenicoptera
- Ducula aenea

## Psittacidae
- Loriculus beryllnus
- Psittacula eupatrtia
- Psittacula krameri
- Psittacula cyanocephala
- Psittacula calthropae

## Cuculidae
- Clamator coromandus
- Clamator jacobinus
- Hierococcyx varius
- Cuculus micropterus
- Cuculus canorus
- Cuculus poliocephalus
- Cacomantis sonneratii
- Cacomantis passerinus
- Chrysococcyx maculatus
- Surniculus lugubris
- Eudynamys scolopacea
- Phaenicophaeus viridirostris
- Phaenicophaeus pyffhocephalus
- Taccocua leschenaultii
- Centropus chlororhynchus
- Centropus sinensis
- Centropus bengalensis

## Tytonidae
- Tyto alba

## Strigidae
- Phodilus badius
- Otus sunia
- Otus bakkamoena
- Otus thilohoffmanni
- Bubo nipalensis
- Ketupa zeylonensis
- Strix leptognammica
- Glaucidium radiatum
- Glaucidium castanonotum
- Ninox scutulata
- Asio flammeus

## Podargidae
- Batrachostomus moniliger

## Caprimulgidae
- Caprimulgus indicus
- Caprimulgus atripennis
- Caprimulgus asiaticus

## Apodidae
- Collocalia unicolor
- Hirundapus giganteus
- Cypsiurus balasiensis
- Tachymarptis melba
- Apus pacificus
- Apus affinis

## Hemiprocnidae
- Hemiprocne coronata

## Trogonidae
- Harpactes fasciatus

## Cerylidae
- Ceryle rudis

## Alcedinidae
- Alcedo atthis
- Alcedo meninting
- Ceyx erithacus erithacus

## Halcyonidae
- Halcyon capensis
- Halcyon smynensis
- Halcyon pileata

## Meropidae
- Merops orientalis
- Merops philippinus
- Merops apiaster
- Merops leschenautti

## Coraciidae
- Coracias benghalensis
- Eurystomus orientalis

## Upupidae
- Upupa epops

## Bucerotidae
- Ocyceros gingalensis
- Anthracoceros coronatus

## Capitonidae
- Megalaima zeylanica
- Megalaima flavilfrons
- Megalaima rubricapilla
- Megalaima haemacephala

## Picidae
- Dendrocopos nanus
- Dendrocopos mahrattensis
- Celeus brachyurus
- Picus chlorolophus
- Picus xanthopygaeus
- Dinopium benghalense
- Chrysocolaptes lucidus stricklandi
- Chrysocolaptes festivus

## Pittidae
- Pitta brachyura

## Alaudidae
- Mirafra assamica
- Alauda gulgula
- Eremopterix grisea

## Hirundinidae
- Riparia diluta
- Hirundo concolor
- Hirundo rustica
- Hirundo tahitica
- Hirundo smithii
- Hirundo daurica
- Hirundo fluvicola

## Motacillidae
- Dendronanthus indicus
- Motacilla flava
- Motacilla citreola
- Motacilla cinerea
- Motacilla alba
- Motacilla maderaspatensis
- Anthus richardi
- Anthus rufulus
- Anthus godlewskii
- Anthus hodgsoni

## Campephagidae
- Coracina macei
- Coracina melanoptera
- Pericrocotus cinnamomeus
- Pericrocotus flammeus
- Hemipus picatus
- Tephrodornis pondicerianus

## Pycnonotidae
- Pycnonotus melanicterus
- Pycnonotus cafer
- Pycnonotus pennicilitatus
- Pycnonotus luteolus
- Iole indica
- Hypsipetes leucocephalus

## Aegithinidae
- Aegithina tiphia

## Chloropseidae
- Chloropsis cochinchinensis
- Chloropsis aurifrons

## Irenidae
- Irena puella

## Laniidae
- Lanius cristatus cristatus
- Lanius schach
- Lanius meridionalis

## Turdidae
- Monticola solitarius
- Myophonus blighi
- Zoothera wardii
- Zoothera citrina
- Zoothera spiloptera
- Zoothera dauma
- Turdus merula
- Turdus obscurus

## Timaliidae
- Pellomeum fuscocapillum
- Pomatorhinus horsfieldii
- Dumetia hyperythra
- Rhodocichla atricaps
- Chrysomma sinense
- Turdoides rufescens
- Turdoides affinis
- Garrulax cinereifrons

## Sylviidae
- Bradypterus palliseri
- Schoenicola platyura
- Locustella lanceolata
- Locustella naevia
- Locustella certhiola
- Acrocephalus dumetorum
- Acrocephalus stentoreus
- Hippolais caligata
- Orthotomus sutorius
- Phylloscopus trochiloides
- Phylloscopus nitidus
- Phylloscopus magnirostris
- Sylvia curruca

## Cisticolidae
- Cisticola juncidis
- Prinia hodgsonii
- Prinia sylvatica
- Prinia socialis
- Prinia inomata

## Muscicapidae
- Muscicapa dauurica
- Muscicapa muttui
- Eumyias sordida
- Ficedula subrubra
- Cyomis rubeculoides
- Cyomis tickelliae
- Culicicapa ceylonensis
- Hypothymis azurea
- Terpsiphone paradisi
- Rhipidura aureola
- Luscinia brunnea
- Saxicoloides fulicata
- Copsychus saularis
- Cercotrichas galactotes
- Luscinia svecica
- Copsychus malabaricus
- Saxicola caprata
- Oenanthe pleschanka
- Oenanthe deserti
- Oenanthe isabellina

## Paridae
- Parus major

## Sittidae
- Sitta frontalis

## Dicaeidae
- Dicaeum agile
- Dicaeum vincens
- Dicaeum erythrorhynchos

## Nectariniidae
- Nectarinia zeylonica
- Nectarinia lotenia
- Nectarinia asiatica

## Zosteropidae
- Zosterops palpebrosa
- Zosterops ceylonensis

## Estrildidae
- Lonchura malabarica
- Lonchura striata
- Lonchura punctulata
- Lonchura kelaarti
- Lonchura malacca
- Lonchura oryzivora

## Passeridae
- Passer domesticus

## Ploceidae
- Petronia xanthocollis
- Ploceus manyar
- Ploceus philippinus

## Sturnidae
- Stumus senex
- Sturnus malabaricus
- Sturnus pagodarurn
- Sturnus roseus
- Acridotheres tristis
- Gracula ptilogenys
- Gracula religiosa

## Oriolidae
- Oriolus oriolus
- Oriolus chinensis
- Oriolus xanthornus

## Dicruridae
- Dicrurus macrocercus
- Dicrurus leucophaeus
- Dicrurus caerulescens
- Dicrurus paradiseus

## Artamidae
- Artamus fuscus

## Corvidae
- Urocissa ornata
- Corvus splendens
- Corvus macrorhynchos[1]